# Arthur Hailey
Arthur Hailey (Luton, Inglaterra, 5 de abril de 1920-Lyford Cay, Nueva Providencia, Bahamas, 24 de noviembre de 2004) fue un escritor británico-canadiense, autor de superventas.

## Biografía
Nació en Luton, Bedfordshire, a 40 kilómetros al norte de Londres en el seno de una familia obrera, sus padres fueron John Hailey y Elsie Wright. A los 14 años tuvo que dejar los estudios al no obtener una beca, a pesar de su afición por la literatura.
Hailey sirvió en la Royal Air Force desde el comienzo de la Segunda Guerra Mundial en 1939 hasta 1947, año en que trasladó a Canadá, donde se dedicó a la venta de camiones. Allí realizó una serie de trabajos al tiempo que dedicaba parte de su jornada a escribir, hasta que pudo dedicarse exclusivamente a la literatura en 1956 después del éxito del drama «Vuelo hacia el peligro» escrito para la televisión CBS.
Después del éxito de «Hotel», Hailey se mudó a California y en 1969 a las Bahamas, para evitar pagar los grandes impuestos de 90% que le exigían Canadá y Estados Unidos. Su segunda esposa, Sheila, publicó en 1978 el libro Me casé con un best seller.
En el año 1979 anunció su retiro ya que tenía que someterse a una operación de cuádruple bypass coronario, como luego de la operación tenía mucha energía, su esposa Sheila le sugiere que escriba otro libro, su creación fue «Strong Medicine». Falleció el 24 de noviembre de 2004 a la edad de 84 años en su casa de las Bahamas de un ataque al corazón.

## Obras
- Runway Zero-Eight (1958) Este libro nació del guion para la película televisiva Flight into Danger, que al año siguiente, en 1957, se convirtió en el film de Paramount Pictures Zero Hour! y finalmente fue publicada como novela.
- The Final Diagnosis (1959) - Diagnóstico final
- In High Places (1960) - Altas esferas
- Hotel (1965) - Hotel
- Airport (1968) - Aeropuerto
- Wheels (1971) - Ruedas
- The Moneychangers (1975) - Traficantes de dinero
- Overload (1979) - El apagón
- Strong Medicine (1984) - Medicina Peligrosa
- The Evening News (1990) - Últimas Noticias
- Detective (1997) - Detective

## Adaptaciones cinematográficas
- The Young Doctors (1961) - Los Jóvenes Doctores
- Airport (1970) - Aeropuerto
  - Esta película era el primero de un serie de cuatro partes con el mismo nombre[6]
- Zero Hour! (1957) - Hora Cero
- Hotel (1967) - Hotel